# Hyde Parker (1739-1807)
 For alternative betydninger, se Hyde Parker. (Se også artikler, som begynder med Hyde Parker)
Sir Hyde Parker (født 1739, død 16. marts 1807) var engelsk admiral. 
Han var den anden søn af Admiral Sir Hyde Parker, 5. Baronet (1714-1783), kom ind i den engelske marine i en tidlig alder og blev løjtnant d. 25. Januar 1758, efter at have tjent størstedelen af sin tjeneste i sin fars skibe. 
Han blev officer i 1758 og udmærkede sig blandt andet i den Amerikanske uafhængighedskrig og flere senere aktioner. Han blev admiral i 1799 og stod i spidsen for den engelske flåde, der kæmpede mod Danmark i Slaget på Reden 2. april 1801.